# غاريقون ضبابي
غاريقون ضبابي (الاسم العلمي: Agaricus brumosus) هو نوع من الفطريات يتبع جنس الغاريقون من فصيلة الغاريقونية.